# Eremophila falcata
Eremophila falcata är en flenörtsväxtart som beskrevs av R.J.Chinnock. Eremophila falcata ingår i släktet Eremophila och familjen flenörtsväxter. Inga underarter finns listade i Catalogue of Life.